# Anne O'Shiell
Anne O'Shiell (née le 18 novembre 1720 à Nantes- morte le 28 juillet 1793 dans la même ville), est une femme d'affaires nantaise, épouse de l'armateur Guillaume Grou.

## Contexte familial
Elle est la fille de Luc O'Shiell et Agnès Vanasse (1690-1724). Ses parents se sont mariés le 11 novembre 1709.
Elle fait partie des familles puissantes dans le milieu du négoce nantais au XVIIIe, celui des Irlandais de Nantes, très actifs dans le grand commerce. À Nantes, la famille O'Shiell est installée dans le quartier de la Fosse, paroisse Saint-Louis, comme la plupart des armateurs nantais.
Elle a 3 sœurs et frère : Agnès O'Shiell, Mary O'Shiell et Luc Nicolas.
Les grandes fortunes nantaises dont elle fait partie, se sont surtout édifiées entre 1725 et 1755. Sa dot va contribuer à enrichir son époux qui se lancera dans l'armement maritime tout juste 1 an après leur mariage. Sa parentèle est aussi un soutien, car elle le lie aux familles Walsh et Stapleton. Puisqu'elle est notamment la belle-sœur d'Antoine Walsh, un des fondateurs de la Société d'Angola.

## Biographie
Le 17 janvier 1741, dans l’église Saint Nicolas, elle épouse le négociant et armateur nantais  Guillaume Grou (1698 - 1774). Elle apporte une dot de 100 000 livres, soit le même montant que la totalité de la fortune de son futur époux. Et, comme ses sœurs Agnès et Mary, le mariage aura lieu au manoir de la Placelière, propriété de son père à Château-Thébaud.
Entre 1748 et 1751, son époux aide au développement de la nouvelle société Grou et Michel. La guerre de Sept Ans donne cependant un coup de frein à son activité. Anne tient certainement une place dans le négoce familial. Certaines femmes d'armateurs nantais peuvent être fortement impliquées dans les affaires bien avant le décès de leur mari pour assurer la suite. Elles succèdent souvent à leur défunt mari, le temps que leurs fils prennent la direction de l'entreprise. Mesdames André, Millet, Montaudouin ou Bertrand de la Clauserie en sont des exemples.
A Nantes, Anne O'Shiell et Françoise Despinoze, ont très certainement armé pour la traite, bien avant le décès de leurs époux, d'autant qu'Anne n'a pas d'enfant. Au même titre que Viollette Dubois qui l'a fait pour son compte personnel.
À la mort de son père en 1745, Anne, ses sœurs Agnès et Mary, ainsi que leur frère Luc Nicolas héritent du domaine de la Placelière. Deux ans plus tard Guillaume Grou et Anne rachètent ce dernier. Le couple fera entièrement reconstruire le manoiret sera en travaux de 1747 à 1748. Coté cour, l’avant corps est surmonté d’un fronton curviligne portant les armes de Grou et O’shiell. Le blason de la Famille O’Shiell était d'argent, au lion de gueules, accompagné en chef de deux gantelets et en pointe d'une étoile.
Ils vont planter dans cette propriété de 20 ha, un parc d'essences rares et creuser une pièce d'eau comme le grand canal de Versailles. Anne va organiser à La Placelière, pendant des années des fêtes où se côtoient les grands négociants et armateurs nantais. Selon Pascale Wester qui a écrit un article sur les établissements hospitaliers nantais, on pouvait lire dans la chronique de l'époque que sur ce plan d'eau, des gondoles illuminées de flambeaux créaient le spectacle avec le concours de serviteurs noirs,.
Ils font aussi construire à cette même époque de 1747 à 1752 leur hôtel particulier à Nantes, baptisé hôtel Grou situé sur l'île Feydeau, à l’angle de Rue Kervégan et Place Petite Hollande.
Dix ans après la mort de son père, Luc O'Shiell, sa famille a été reconnue d'origine noble par un arrêt du conseil et par lettres patentes de l'an 1755.
Le 28 novembre 1774, son mari décède et fait d'importants legs « en faveur de l'humanité » dans son testament. Anne O’Shiell est donc chargée de mettre en oeuvre ses demandes, dont verser 200 000 livres destinées à la création d'un orphelinat à Nantes, où une rue de la ville et un immeuble, l'Hôtel-Dieu de Nantes portent son nom.
Autre demande, son souhait d'être inhumé à Saint-Nicolas, là où ils se sont mariés et où lui même et Anne ont toute leur famille. Toutefois, elle va être confrontée un litige avec la paroisse. En effet, son mari est décédé dans leur demeure sur l'île Feydeau, l'Hôtel Grou qui relève de la paroisse de Sainte-Croix. Le recteur de celle ci va s'appuyer sur un arrêt récent du Parlement imposant l'inhumation en fonction du lieu de résidence. Anne va déposer une requête auprès de cinq paroisses pour essayer d'obtenir gain de cause, en vain, elles s'opposent toutes au transfert. Le corps doit être inhumé dans le nouveau cimetière à l'est de la ville, Le Brigantin.
L'enjeu pour leur famille est que ce nouveau cimetières est inter paroissial, il n'y a pas de distinction de classes sociales car c'est un cimetière commun. Il vient d'ouvrir seulement le 25 octobre 1774, son époux est la seconde personne à y être inhumée. Elle y fait donc construire une petite chapelle de marbre noire, veinée de blanc pour eux deux.Elle fait accompagner sa dépouille aux flambeaux.

## Carrière
Elle va compter parmi les grandes figures de Nantes en étant une femme d’affaires et de réseau. Elle prend la suite de son époux comme ils n’ont pas d’enfants. Afin d'assurer la mise en œuvre des procédures, Anne va gérer l'achat de 2 terres pour l'Hôpital avec les 200 000 livres du testament. En 1776, une terre près de Saint Clément est choisie, afin d'y faire construire le futur Hôpital des Orphelins. Et, en 1779, un terrain Chaussée de la Madeleine pour la construction d'une maison avec hôtellerie pour que les revenus permettent d’avoir un fonds de roulement pour le futur hôpital des orphelins.
Elle charge Mathurin Crucy de dresser les plans de l’établissement, le chantier va prendre quelques années.Le 22 mai 1780, l'Evêque de Nantes est convié à poser la première pierre.
Le 30 avril 1783 l’Hôpital des Orphelin est enfin terminé et les enfants de l’Hôtel Dieu y sont transférés. Le bâtiment d’origine existe toujours rue des Orphelins ( actuelle Rue Gaston Turpin), c’est la maison de retraite de Saint Joseph. Le bâtiment est plus petit qu'espéré car il peut accueillir 145 enfants, géré par 6 sœurs, 1 aumônier et 8 à 10 domestiques. Un chirurgien y sera nommé également et y interviendra dès qu'il y en avait besoin.
L'hôpital est décrit comme convenablement isolé et entouré de cours, de jardins de prairies. A l'entrée un vestibule, puis une crèche et dépôt des nouveau-nés abandonnés. Les façades sont des galeries couvertes, et présentent 6 chambres et 2 cabinets qu'occupent la supérieure et les employés. Sur les jardins et la prairie sont établis les ateliers de filature et de travail qu'il est possible de faire faire aux enfants.
Le 8 décembre 1776, elle invite Benjamin Franklin à venir au Manoir de la Placelière. Tout juste désigné comme commissaire auprès de la cour de France par le congrès des États-Unis.Il venait alors de débarquer à Auray et, avant de poursuivre son périple vers Versailles, tenait à s'arrêter quelques jours à Nantes pour y prendre l'opinion de ses amis armateurs et négociants sur l'aide que les insurgés peuvent espérer de la France. Franklin résidera quelque temps à Nantes chez l’armateur Jacques Barthélémy Gruel.
Le fait qu'une telle personnalité vienne chez elle, alors que son époux est mort depuis 2 ans traduit de son influence dans la société nantaise. Elle l'a invité à "dîner", ce qui pour l'époque était le repas principal servi en milieu de journée. Il a donc passé la journée au Château et son parc et le projet de ce passage à la Placelière était de se faire prêter des bateaux et offrir des armes pour l'indépendance.

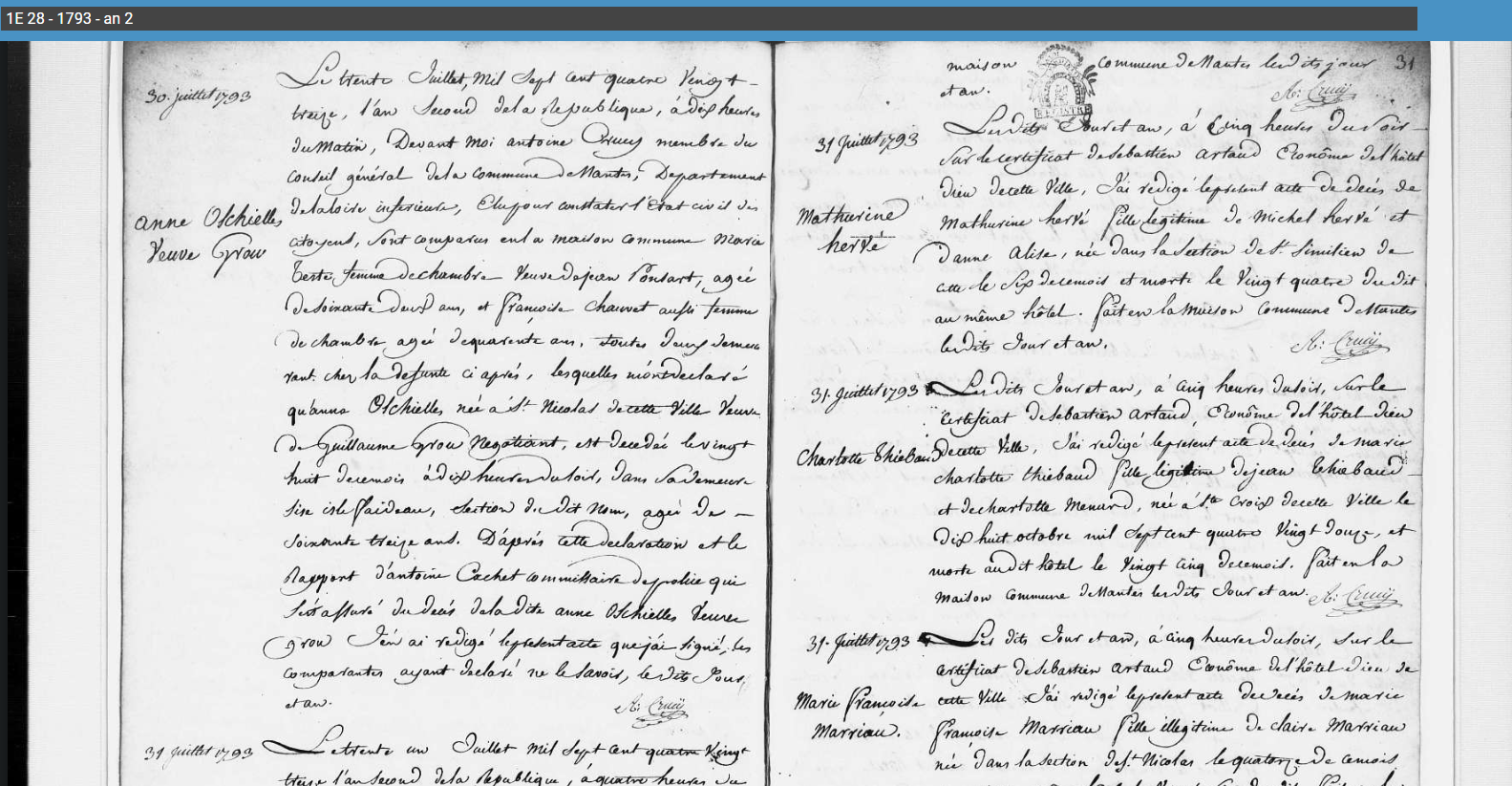
Acte de décès d'Anne O'shiell à son domicile

Lorsque la Révolution éclate, Anne O'Shiell occupe dix pièces au premier étage de son hôtel particulier de l'île Feydeau, est l'une des plus grosses fortunes de Nantes. Le tableau des capitations des principaux négociants pour les années 1788/1789 la mentionne pour une somme de 1 040 livres, juste après Guillaume Bouteiller imposé, lui, pour 1 200 livres. Elle est donc la 2eme plus grosse fortune de Nantes à sa mort. Elle aura continué de gérer ses affaires et sa fortune (près de 4,5 millions de livres) pendant 19 ans. En 1793 elle décède, elle est enterrée avec son mari, au cimetière La Bouteillerie.
En novembre 1793, le comité révolutionnaire de la ville confisque la totalité des biens de la famille, dans des circonstances controversées.